# Alessandra Ambrosio
Alessandra Corine Ambrosio, född 11 april 1981 i Erechim i Rio Grande do Sul i Brasilien, är en brasiliansk fotomodell med polsk-italienskt påbrå. Hon har varit fotomodell för bland annat Guess? och Victoria's Secret.
Ambrosio är sedan 2008 förlovad med affärsmannen Jamie Mazur. Tillsammans har de dottern Anja Louise (2008) och sonen Noah Phoenix (2012).
Efter Victoria's Secret Fashion Show 2017 skrev Ambrosio på sin Instagram att hon kommer att sluta efter "17 Victoria's Secret Fashion Shows."